# Energía (tecnología)

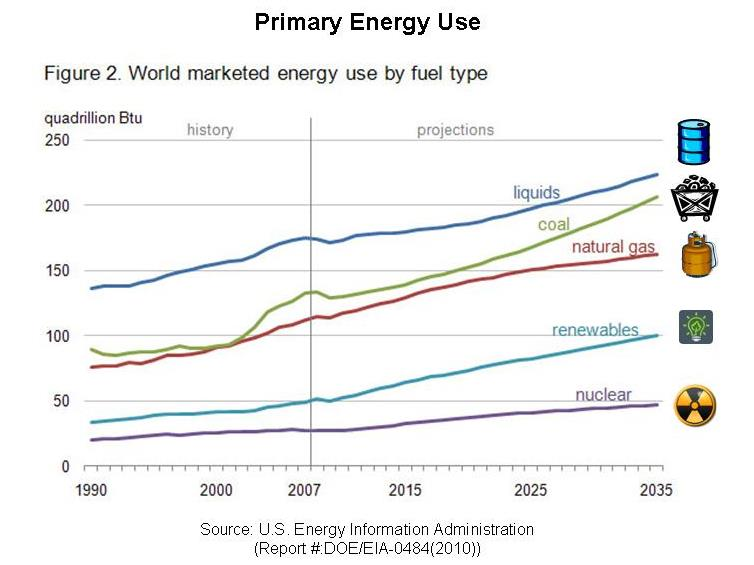
Pronóstico de consumo de energía primaria del mundo Energy Information Administration/USA (2011-06)

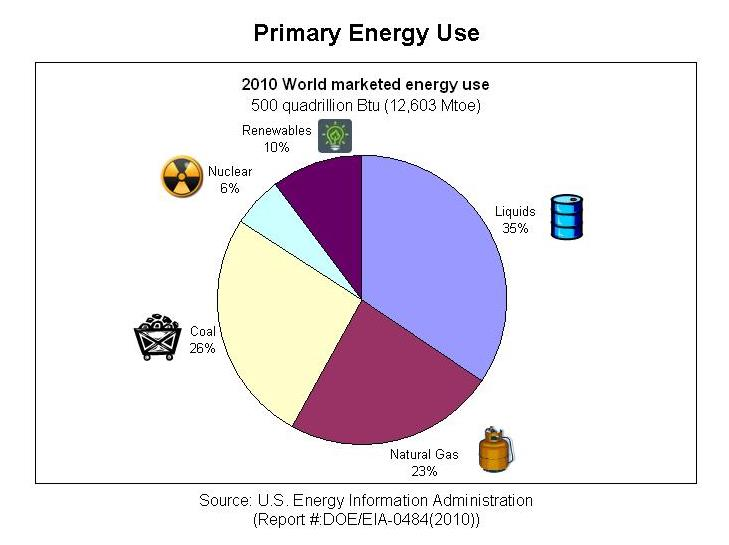
Consumo de energía primaria, 2010.

La energía desde el punto de vista social y económico, es un recurso natural primario o derivado, que permite realizar trabajo o servir de subsidiario a actividades económicas independientes de la producción de energía. Como todas las formas de energía una vez convertidas en la forma apropiada son básicamente equivalentes, toda la producción de energía en sus diversas formas puede ser medida en las mismas unidades. Una de las unidades más comunes es la tonelada equivalente de carbón que equivale a 29,3·109 julios o 8138,9 kWh.
- Energía sonora: energía surgida de la vibración mecánica.
- Energía radiante: La existente en un medio físico, causada por ondas electromagnéticas, mediante las cuales se propaga directamente sin desplazamiento de la materia.

## Energía eléctrica

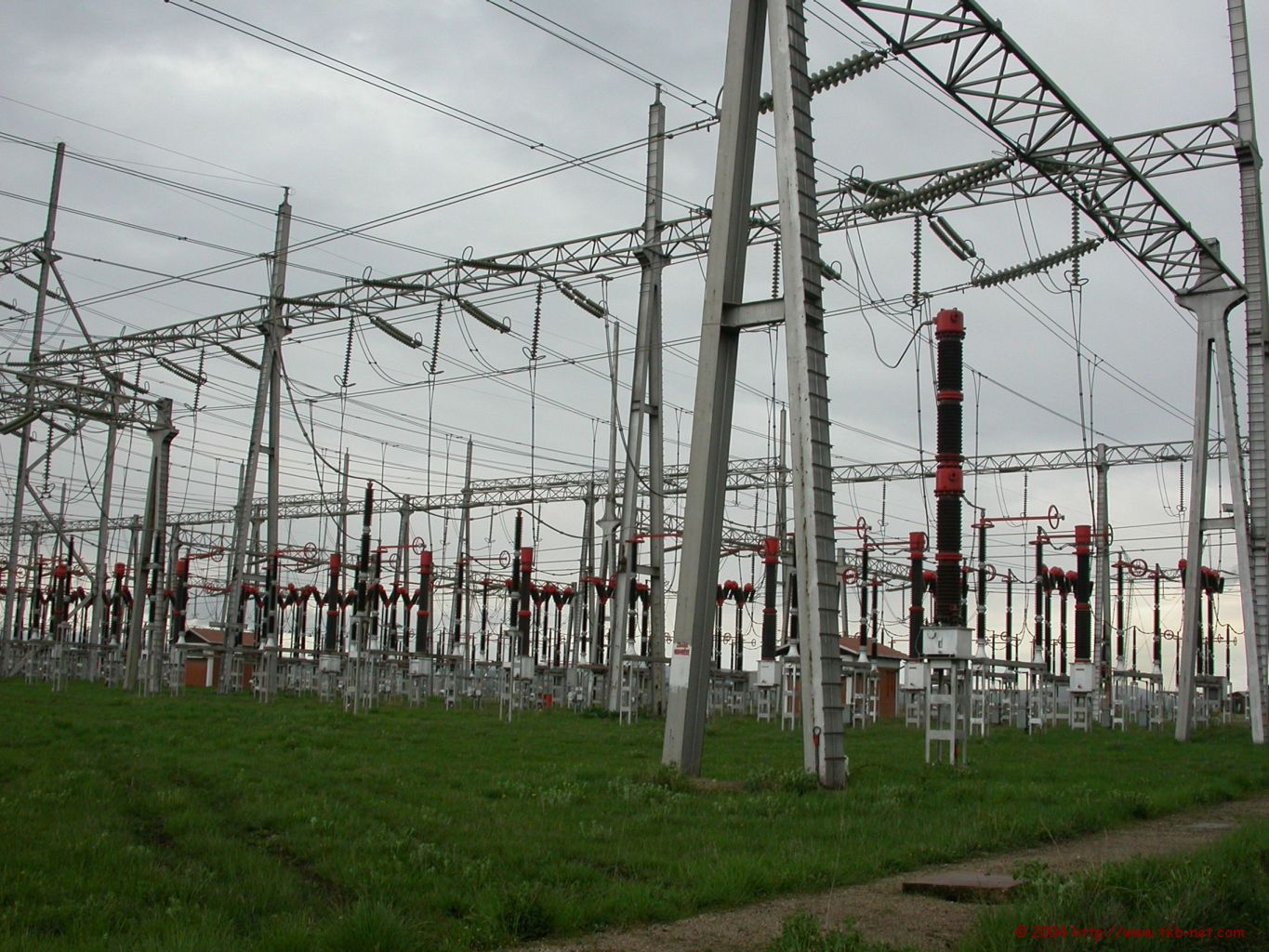
Subestación eléctrica.

Durante el siglo XX, los combustibles químicos y la electricidad fueron las dos formas de energía más comúnmente usadas. La segunda forma permite un transporte económico hasta los puntos de consumo. Sin embargo, la energía eléctrica usada actualmente es casi siempre una forma secundaria de energía, obtenida a partir de alguna otra forma primaria de energía o tecnología energética entre estas formas están:
- Energía atómica o nuclear: fuerza nuclear fuerte
- Energías renovables:
  - Energía eólica
  - Energía geotérmica
  - Energía hidráulica
  - Energía mareomotriz
  - Energía solar[1]
  - Energía cinética
  - Biomasa
  - Gradiente térmico oceánico
  - Energía azul
  - Energía termoeléctrica generada por termopares
  - Energía nuclear de fusión
- Fuentes de Energías no renovables (o nuclear-fósil):
  - Carbón
  - Centrales nucleares
  - Gas Natural
  - Petróleo

## Explotación de la energía
La explotación de la energía abarca una serie de procesos, que varían según la fuente empleada:
- Extracción de la materia prima (uranio, carbón, petróleo, etc.).
- Procesamiento de la materia prima (enriquecimiento de uranio, refino del petróleo, etc.).
- Transporte, almacenamiento y distribución de la materia prima, hasta el punto de utilización.
- Transformación de la energía (por combustión, fisión, etc.).

Para la energía eléctrica, además:
- Generación de energía eléctrica, por lo general mediante turbinas.
- Almacenamiento o distribución de la energía.
- Consumo.

Por último:
- Gestión de los residuos.

## Economía energética

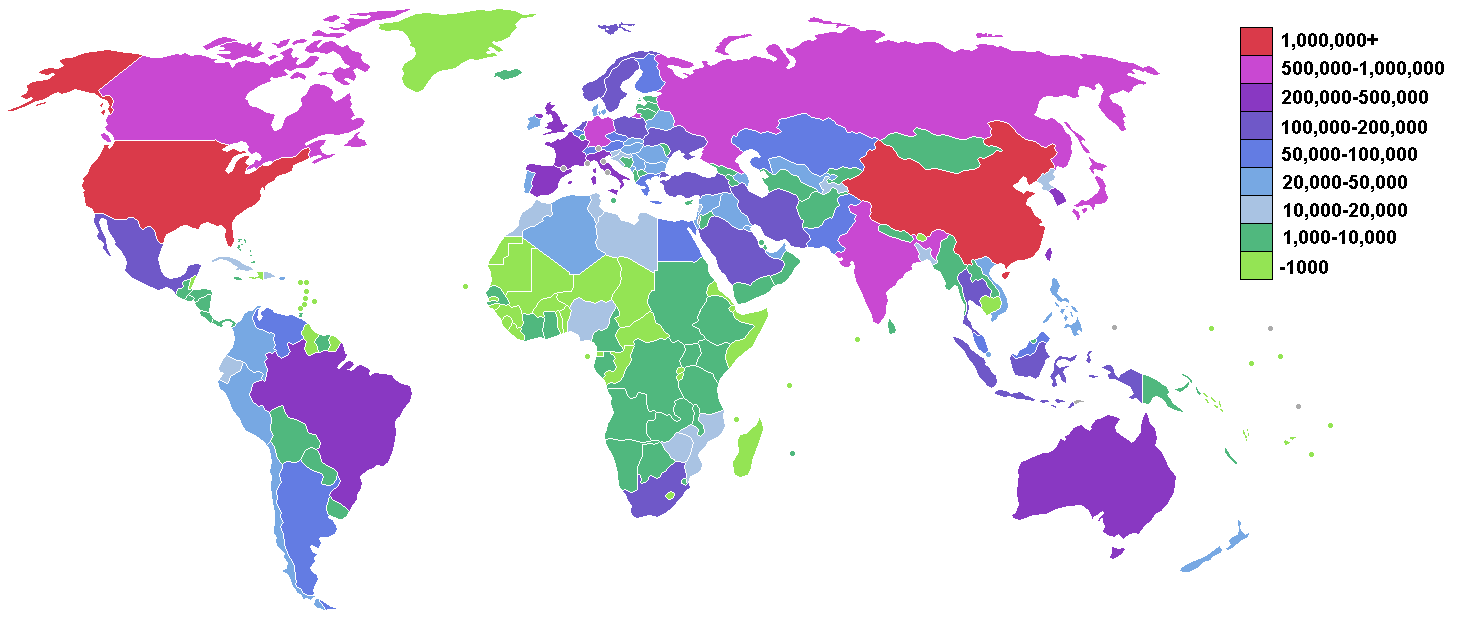
Consumo de electricidad por países (abril de 2006).

La disponibilidad de la energía es un factor fundamental para el desarrollo y el crecimiento económico. La aparición de una crisis energética desemboca irremediablemente en una crisis económica. La utilización eficaz de la energía, así como el uso responsable, son esenciales para la sostenibilidad.
En la actual situación mundial, son varias las voces que abogan por reducir el consumo energético y de recursos naturales.
- Informe sobre los límites del desarrollo del Club de Roma (1972).
- Teoría del pico de Hubbert, sobre el agotamiento del petróleo.

## Unidades de medida de energía
- Caloría Es la cantidad de energía necesaria para elevar la temperatura de un gramo de agua de 14,5 °C a 15,5 °C.
- La frigoría es la unidad de energía utilizada en refrigeración y es equivalente a absorber una caloría.
- Termia prácticamente en desuso, es igual a 1000 000 de calorías o a 1 Mcal.
- Kilovatio hora (kWh) usada habitualmente en electricidad y sus derivados MWh, MW-año.
- julio = 0,24 calorías.
- Caloría grande usada en Biología/Alimentación y Nutrición = 1 Cal = 1 kcal = 1000 cal.
- Tonelada equivalente de petróleo 41 840 000 000 julios = 11 622 kWh.
- Tonelada equivalente de carbón 29 300 000 000 julios = 8138,9 kWh.
- Tonelada de refrigeración.
- BTU, Bristish Thermal Unit.

La energía química es la que hace funcionar los coches, motos, camiones, barcos y aviones, y se obtiene de combustibles fósiles como el petróleo, el gas o el carbón, o bien fabricando combustibles a partir de otras energías.